# 花器葉化
花器葉化（英語：Phyllody）是指顯花植物，受到病菌感染，使植物內部的正常代謝出現改變，體內激素增多而不再開花，花器形成許多綠色的小葉片，是受菌質危害的病徵。